# Winter Hall
Winter Hall, nato Winter Amos Hall (Christchurch, 21 giugno 1872 – Los Angeles, 10 febbraio 1947), è stato un attore neozelandese.

## Filmografia
- The Woman in the Case, regia di George Willoughby (1916)
- The Pioneers, regia di Franklyn Barrett (1916)
- The Joan of Arc of Loos, regia di George Willoughby (1916)
- The Gift Girl, regia di Rupert Julian (1917)
- The Bronze Bride, regia di Henry MacRae (1917)
- Sacrifice, regia di Frank Reicher (1917)
- The Primrose Ring, regia di Robert Z. Leonard (1917)
- A Romance of the Redwoods, regia di Cecil B. DeMille (1917)
- The Spindle of Life, regia di George Cochrane (1917)
- The Cricket, regia di Elsie Jane Wilson (1917)
- The Silent Lady, regia di Elsie Jane Wilson (1917)
- My Little Boy, regia di Elsie Jane Wilson (1917)
- New Love for Old, regia di Elsie Jane Wilson (1918)
- The Kaiser, the Beast of Berlin, regia di Rupert Julian (1918)
- Beauty in Chains, regia di Elsie Jane Wilson (1918)
- The House of Silence, regia di Donald Crisp (1918)
- Rich Man, Poor Man, regia di J. Searle Dawley (1918)
- Il sacrificio di Tamura (The Bravest Way), regia di George Melford (1918)
- Missing, regia di James Young (1918)
- The Firefly of France, regia di Donald Crisp (1918)
- The City of Dim Faces, regia di George Melford (1918)
- Till I Come Back to You, regia di Cecil B. DeMille (1918)
- The Vanity Pool, regia di Ida May Park (1918)
- Hitting the High Spots, regia di Charles Swickard (1918)
- The Squaw Man, regia di Cecil B. DeMille (1918)
- The Mystery Girl, regia di William C. de Mille (1918)
- The Dub, regia di James Cruze (1919)
- Alias Mike Moran, regia di James Cruze (1919)
- La svolta della strada (The Turn in the Road), regia di King Vidor (1919)
- Captain Kidd, Jr., regia di William Desmond Taylor (1919)
- The Money Corral, regia di William S. Hart (1920)
- For Better, for Worse, regia di Cecil B. DeMille (1919)
- La lanterna rossa (The Red Lantern), regia di Albert Capellani (1919)
- The Hushed Hour, regia di Edmund Mortimer (1919)
- The Right to Happiness, regia di Allen Holubar (1919)
- Why Smith Left Home, regia di Donald Crisp (1919)
- When Bearcat Went Dry, regia di Oliver L. Sellers (1919)
- A Girl in Bohemia, regia di Howard M. Mitchell (1919)
- The Beauty Market
- The Thirteenth Commandment, regia di Robert G. Vignola  (1920)
- The Tree of Knowledge, regia di William C. de Mille (1920)
- The Forbidden Woman, regia di Harry Garson (1920)
- Faith, regia di Howard M. Mitchell (1920)
- Alias Jimmy Valentine, regia di Edmund Mortimer e Arthur Ripley (1920)
- The Little Clown, regia di Thomas N. Heffron (1921)
- Cheated Hearts, regia di Hobart Henley (1921)
- Her Reputation, regia di John Griffith Wray (1923)
- Free to Love, regia di Frank O'Connor (1925)
- The Pleasure Buyers, regia di Chet Withey (1925)